# Jerzy Pawłowski

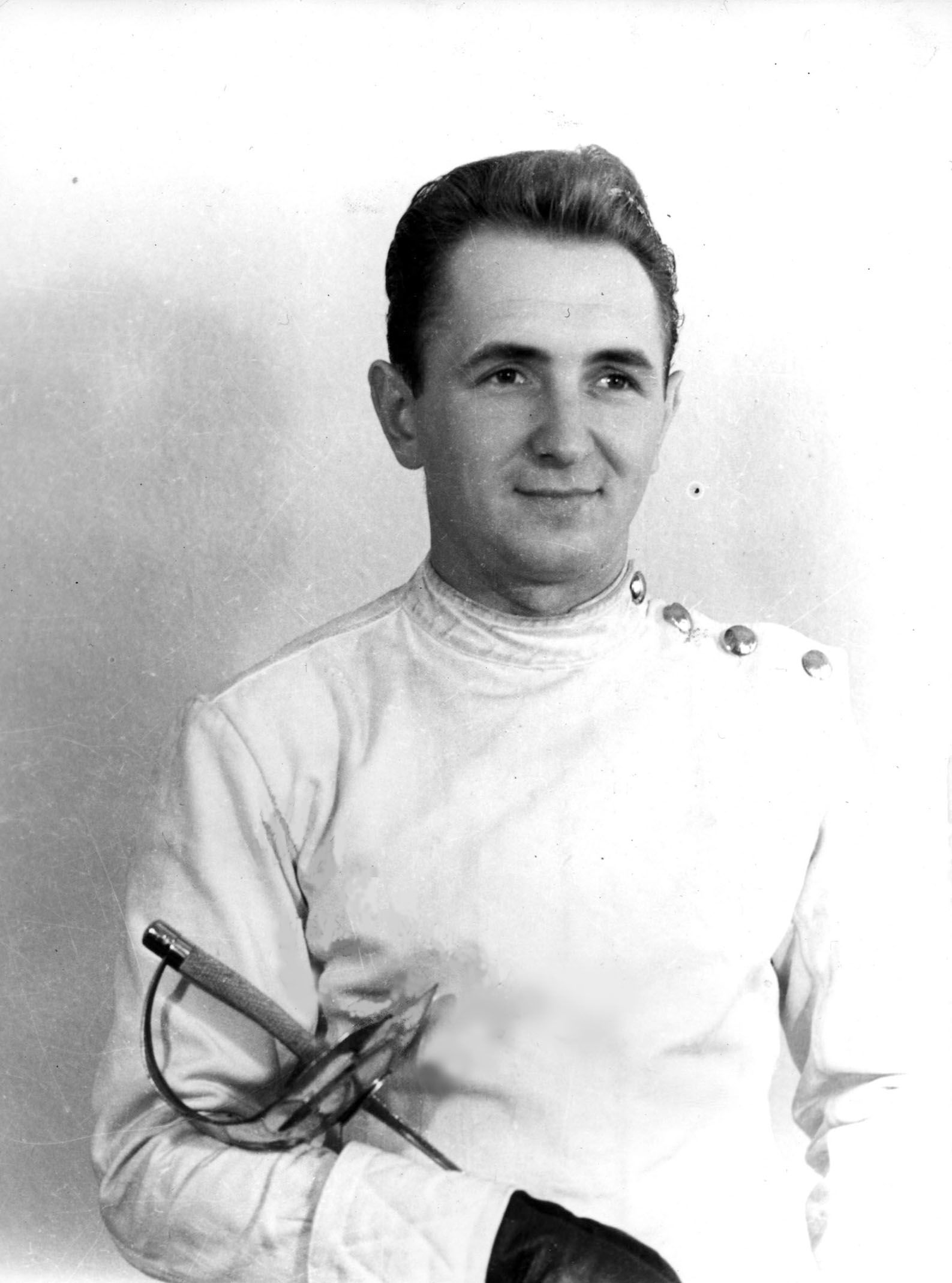
Jerzy Pawłowski (1968)

Jerzy Władysław Pawłowski (* 25. Oktober 1932 in Warschau; † 11. Januar 2005 ebenda) war ein polnischer Fechter, der fünf Medaillen bei Olympischen Spielen gewann. Nach seiner Karriere wurde er in Polen wegen Spionage für die USA verurteilt.

## Sportliche Karriere
Geboren in Warschau in einer Familie mit patriotischen Traditionen. 1949 begann er mit dem Fechttraining. 1952 wurde er zur Armee eingezogen und begann im Sportclub der Armee „Legia“ zu trainieren. Dort traf er auf den hervorragenden ungarischen Trainer Janos Kevey. Im selben Jahr gewann er die polnische Meisterschaft im Florett und startete bei den Olympischen Sommerspielen in Helsinki. 1956 bei den Olympischen Sommerspielen in Melbourne gewann er zwei Silbermedaillen, davon eine mit der Mannschaft (zusammen mit Marian Kuszewski, Zygmunt Pawlas, Andrzej Piątkowski, Wojciech Zabłocki und Ryszard Zub). 1957 bei den Weltmeisterschaften in Budapest gewann er durch seinen Sieg über Rudolf Kárpáti die Goldmedaille. 1960 gewann er bei den Olympischen Sommerspielen in Rom zusammen mit seiner Mannschaft die Silbermedaille im Säbel (zusammen mit: Kuszewski, Piątkowski, Zub, Zabłocki, Emil Ochyra). 1964 bei den Olympischen Sommerspielen in Tokio gewann er mit der Mannschaft die Bronzemedaille. 1968 hatte er seinen größten Erfolg, eine Goldmedaille im Fechten bei den Olympischen Sommerspielen in Mexiko.
Außer bei den Olympischen Spielen gewann er 19-mal Medaillen bei den Weltmeisterschaften, darunter siebenmal Gold (1957, 1959, 1961, 1962, 1963, 1965, 1966). Er war auch 14-maliger polnischer Meister im Säbel und im Florett. 1967 ernannte ihn die Fédération Internationale d’Escrime zum besten Fechter aller Zeiten. In den Jahren von 1970 bis 1974 erfüllte er die Funktion des Präsidenten des polnischen Fechtverbandes. In diesem Zeitraum beendete er auch ein Jura-Studium an der Warschauer Universität.
Zweimal (1957 und 1968) wurde er zum besten Sportler des Jahres in Polen gewählt.

## Außersportliche Aktivitäten
Seit 1950 war Jerzy Pawłowski geheimer Mitarbeiter des polnischen Sicherheitsdienstes „Wojskowa Służba Wewnętrzna“ und laut einigen Quellen Mitglied des Ministeriums für Öffentliche Sicherheit und der Służba Bezpieczeństwa PRL, denen er hauptsächlich gesellschaftliche Informationen über Sportler lieferte.
Seit 1964 arbeitete er auch mit der CIA zusammen, die ihn während eines Aufenthaltes in den USA, unter dem Pseudonym „Paweł“, anwarb. Er übermittelte den Amerikanern vor allem persönliche und gesellschaftliche Informationen über Personen aus dem politisch-militärischen Umfeld. 1975 wurde er in Polen, unter der Anklage der Spionage für die USA, festgenommen. Am 8. April 1976 wurde er deswegen zu 25 Jahren Haft und zu 10-jährigem Verlust seiner Bürgerrechte verurteilt sowie vom Rang eines Obersts zum Gefreiten degradiert. Nach 10 Jahren wurde er auf Grund einer Begnadigung freigelassen. Dies geschah im Rahmen eines Agentenaustausches zwischen CIA und KGB 1985 in Potsdam, wo er gegen Marian Zacharski getauscht wurde. Er entschied jedoch, in Polen zu bleiben.
Nach der Entlassung kehrte er zurück zum Amateur-Fechten, da ihm das Berufsfechten verboten wurde. Gegen Ende seines Lebens befasste er sich mit der Malerei, hauptsächlich Landschaftsmalerei, und mit der Bioenergietherapie.
Er schrieb die Bücher: Trud olimpijskiego złota, Najdłuższy pojedynek und Spowiedź szablisty....